# Futsal

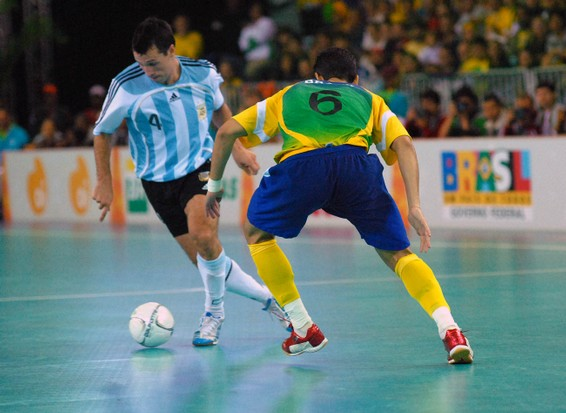
Mecz futsalowy

Futsal (dawniej używana w Polsce oficjalna nazwa piłka nożna halowa pięcioosobowa lub potocznie halówka) – zespołowa gra sportowa, odmiana piłki nożnej rozgrywana w hali. Jej nazwa pochodzi od portugalskiego futebol de salão i hiszpańskiego fútbol sala lub fútbol de salón, co można przetłumaczyć jako halowa piłka nożna.

## Historia
Pierwszy pokaz gry w pięcioosobową odmianę piłki nożnej odbył się latem 1930 r. w Montevideo, a za jej twórcę uważa się Juana Carlosa Cerianiego. W pierwotnym zamyśle ta odmiana futbolu przeznaczona była dla dzieci i młodzieży, bowiem rozmiary placów gry dostosowano do ich potrzeb oraz możliwości. Ceriani przewidział możliwość gry zarówno w hali, jak i na zewnątrz. Popularyzacji dyscypliny sprzyjał – rozgrywany w Urugwaju w tym samym czasie – inauguracyjny turniej mistrzostw świata na dużym boisku. Mniej więcej w tym samym czasie w São Paulo w Brazylii powstała podobna odmiana gry w piłkę nożną, w której mecze były rozgrywane na boiskach do koszykówki, bez użycia band.
Mini-piłka nożna szybko zdobyła dużą popularność w Ameryce Południowej, szczególnie w Brazylii. Brazylijska Konfederacja Sportu jako pierwsza spisała przepisy futebol de salão w 1958 r. Pierwszą oficjalną międzynarodową imprezą stał się – rozegrany w 1965 r. – Puchar Ameryki Południowej, w którym zwyciężył Paragwaj. Łącznie przeprowadzono 7 jego edycji, ostatnią – w 1979 r. Pozostałe sześć wygrała Brazylia.
W 1971 r. utworzono Międzynarodową Federację Futsalu – Federación Internacional de Fútbol de Salón (FIFUSA), która kodyfikowała tę odmianę piłki nożnej. Pierwsze mistrzostwa świata FIFUSA zorganizowała w 1981 r. w São Paulo, a w 1985 r. wprowadziła nazwę „futsal”.
W 1988 r. FIFA włączyła piłkę nożną halową do swoich kompetencji, jako nową dyscyplinę i spisała jej zasady. Pierwsze mistrzostwa świata odbyły się w styczniu 1989 r. w Rotterdamie w Holandii, a zakończyły triumfem Canarinhos. W 1992 r. impreza nazywała się mistrzostwa świata w piłce pięcioosobowej i została rozegrana w Hongkongu. Od MŚ 1996 w Hiszpanii obowiązuje obecna nazwa – mistrzostwa świata w futsalu.
W 2002 r. członkowie Panamerykańskiej Konfederacji Futsalu – La Confederación Panamericana de Futsal (PANAFUTSAL) utworzyli Światowy Związek Futsalu – Asociación mundial de Fútbol de Salón (AMF), niezależny od FIFA.

## Przepisy
Wymiary boiska – długość linii bocznej musi być większa niż długość linii bramkowej: długość minimum 25 m, maksimum 42 m; szerokość minimum 15 m, maksimum 25 m. Na zawodach międzynarodowych – długość minimum 38 m, maksimum 42; szerokość minimum 18, maksimum 22. Dwie dłuższe linie graniczne są nazywane liniami bocznymi; dwie krótsze zaś liniami bramkowymi. Wszystkie linie mają szerokość 8 cm. Z punktu środkowego wyznacza się okrąg o promieniu 3 m.
Nawierzchnia boiska – musi być gładka, płaska i nieścieralna. Zaleca się stosowanie drewna albo tworzyw sztucznych o podobnych właściwościach. Należy unikać stosowania nawierzchni betonowych lub im podobnych.
Pole karne – od zewnętrznej krawędzi słupków bramki zakreśla się łuki o promieniu 6 m, łączące się z jednej strony pod kątem prostym z linią bramkową, a z drugiej strony połączone ze sobą linią równoległą do linii bramkowej o dług. 3,16 m. Punkt karny – w odległości 6 m od środka linii bramkowej. Drugi punkt karny wyznacza się w odległości 10 m od środka linii bramkowej w równej odległości od obu słupków.
Strefy zmian – mają co najmniej 5 m długości i są oznaczone z każdej strony za pomocą linii prostopadłej do linii bocznej mającej 8 cm szerokości i 80 cm długości, z czego 40 cm narysowana jest wewnątrz, a 40 cm na zewnątrz pola gry.
Bramki – odległość (licząc od wewnątrz) pomiędzy słupkami wynosi 3 m, a wysokość od dolnej krawędzi poprzeczki do powierzchni boiska wynosi 2 m. Bramki mogą być przenośne, ale muszą być pewnie zakotwiczone w podłożu podczas gry.
Piłka – ma obwód 62-64 cm, waży 400-440 g i jest nisko odbijająca się, tzn. upuszczona z wysokości dwóch metrów odbija się na wysokość nie mniejszą niż 50 cm i nie wyżej niż 65 cm.
Zawodnicy – w zawodach udział biorą dwie drużyny, z których każda składa się z nie więcej niż 5 zawodników, z których jeden jest bramkarzem. Maksymalna liczba zawodników rezerwowych wynosi 9. Liczba zmian podczas meczu jest nieograniczona. Bramkarz może zamienić się miejscami z zawodnikiem z pola.
Sędziowie – zarówno sędzia (główny), jak i drugi sędzia mają prawo do napomnienia lub wykluczenia zawodników, ale w przypadku rozbieżności przeważa decyzja sędziego (głównego). Drugi sędzia jest wyznaczony do działania po przeciwnej stronie pola gry niż pierwszy. Ma prawo używania gwizdka. Ponadto drugi sędzia ma władzę do przerywania gry za naruszenie jej przepisów oraz zapewnia prawidłowe przeprowadzanie zmian zawodników. Poza sędzią i drugim sędzią na nowo definiuje się oficjalne funkcje trzeciego sędziego i sędziego czasowego. Sędzia czasowy m.in. włącza i zatrzymuje zegar, kontroluje 1-minutowe przerwy w grze i uzgadnia je z zespołem, kontroluje karę 2-minutową i uzgadnia, który z zawodników rezerwowych zajmie miejsce zawodnika usuniętego z boiska, notuje liczbę fauli, używa sygnału dźwiękowego. Trzeci sędzia notuje nazwiska i numery strzelców bramek, nazwiska i numery zawodników napomnianych i wykluczonych z gry oraz przyczyny zastosowania powyższych kar, wypełnia sprawozdanie, dostarcza istotnych informacji. W przypadku zastrzeżeń do pracy sędziego czasowego, sędzia ten ma prawo zwolnić go z jego funkcji i wyznaczyć zastępstwo składając w tej sprawie sprawozdanie odpowiednim władzom. W zawodach międzynarodowych wyznaczenie sędziego czasowego jest obowiązkowe.
Czas trwania gry – mecz składa się z dwóch części po 20 minut efektywnego czasu gry każda. Czas trwania każdej połowy powinien być przedłużony, aby umożliwić wykonanie ewentualnego rzutu karnego.
Przerwa między częściami gry – przerwa między pierwszą a drugą połową meczu nie może przekroczyć 15 minut.
Czas dla drużyny – trenerzy każdej drużyny są upoważnieni do zgłaszania chęci uzyskania przerwy trwającej 1 minutę; przerwa taka może być udzielona w każdej chwili z zastrzeżeniem, że drużyna ubiegająca się o nią jest w posiadaniu piłki (np. rzut wolny, rzut rożny lub wrzut z autu); kiedy przerwa jest przyznana, zawodnicy muszą pozostać na polu gry; jeżeli chcą oni uzyskać instrukcję od trenera, to ich przekazanie może odbyć się przy linii bocznej na wysokości ławek rezerwowych; osoba udzielająca instrukcji nie może wchodzić na boisko; drużyna, która nie wykorzystała przysługującej 1 minuty przerwy w grze w pierwszej połowie, jest uprawniona tylko do jednej przerwy podczas drugiej połowy w meczu.
Piłka poza grą – gdy całym obwodem przekroczy linię bramkową lub linię boczną zarówno na ziemi (podłożu), jak i w powietrzu; uderzy w sufit; gdy gra została przerwana przez sędziego.
Zawodnik wykluczony nie może powrócić do gry, ani zajmować miejsca na ławce rezerwowych. Zawodnik rezerwowy może wejść do gry po upływie 2 minut od wykluczenia współpartnera, o ile wcześniej drużyna osłabiona nie straci bramki. W takim przypadku: jeżeli 4 zawodników gra przeciwko 5 i tracą bramkę, mogą uzupełnić skład; jeżeli obie drużyny mają po 4 zawodników i pada bramka – nie uzupełniają składu; jeżeli 3 zawodników gra przeciwko 4 lub 5 i traci bramkę – mogą uzupełnić skład tylko o 1 zawodnika; jeżeli obie drużyny mają po 3 zawodników i pada bramka – nie uzupełniają składu; jeżeli drużyna grająca w osłabieniu strzela bramkę, nie uzupełnia składu przed upływem 2 minut od chwili wykluczenia zawodnika. Uzupełnienie składu wymaga zgody sędziego czasowego, a w razie jego braku, drugiego sędziego.
Faule akumulowane – sześć pierwszych fauli każdej drużyny (w jednej połowie), karane jest rzutem wolnym. Każdy następny, karany jest tzw. przedłużanym rzutem karnym wykonywanym z 10 metrów.
Wykonanie rzutów wolnych – przy pierwszych pięciu faulach akumulowanych popełnionych przez każdy zespół w czasie jednej połowy meczu zawodnicy drużyny przeciwnej mają prawo ustawić mur obronny; wszyscy zawodnicy muszą znajdować się co najmniej 5 m od piłki, zanim zostanie ona wprowadzona do gry; bramka może zostać zdobyta również bezpośrednio z rzutu wolnego.
Przedłużony rzut karny – począwszy od szóstego zarejestrowanego faulu jednej z drużyn w każdej połowie meczu, drużyna przeciwna wykonuje przedłużony rzut karny. Piłkę ustawioną na drugim punkcie karnym uderza się bezpośrednio na bramkę. Zawodnik wykonujący rzut musi być właściwie zidentyfikowany. Pomiędzy piłką a bramką nie może znajdować się żaden zawodnik, z wyjątkiem bramkarza drużyny broniącej.

## Turnieje międzynarodowe
- Mistrzostwa świata w futsalu mężczyzn
- Mistrzostwa świata w futsalu kobiet
- Mistrzostwa Afryki w futsalu
- Mistrzostwa Azji w futsalu
- Mistrzostwa CONCACAF w futsalu
- Copa América w futsalu
- Mistrzostwa Europy w futsalu
- Mistrzostwa Oceanii w futsalu
- Liga Mistrzów Futsalu
- Akademickie mistrzostwa świata w futsalu

## Link zewnętrzny
- Przepisy gry w futsal